# Steffi Graf
Stefanie Maria Graf (født 14. juni 1969 i Mannheim), kendt som Steffi Graf, er en tidligere tysk tennisspiller, der med 22 Grand Slam-titler anses for en af de bedste kvindelige spillere nogensinde.

## Karriere
Graf blev professionel som 13-årig og spillede sin første professionelle turnering i 1982, hvor hun tabte 4-6, 0-6 til den allerede etablerede stjerne Tracy Austin. Grafs far og hendes træner sørgede for, at hun arbejdede godt med den fysiske træning og ikke spillede for mange turneringer i begyndelsen, men allerede i 1989 spillede hun hele sæsonen som professionel. Hun vandt sin første turnering som 16-årig i 1986, hvor hun i finalen besejrede Chris Evert, en af de foregående årtiers helt store spillere. Inden da deltog hun som 15-årig i tennisturneringen ved OL 1984 i Los Angeles; tennis var på det tidspunkt med som demonstrationssport og omfattede ikke de etablerede professionelle navne. I feltet at fortrinsvis unge navne gik Graf hele vejen og vandt finalen i tre sæt mod jugoslaviske Sabrina Goleš. I de følgende fire år vandt hun i alt 46 WTA-turneringer. Hun vandt sin første Grand Slam-titel, da hun sejrede i French Open i 1987; i finalen besejrede hun Martina Navratilova, en anden af de helt store stjerner fra årtierne forinden. Samme år nåede hun førstepladsen på single-ranglisten, og hun beholdt denne plads i 186 uger i første omgang; i alt var hun nummer ét 377 uger gennem sin karriere.
I 1988 blev hun den tredje kvinde, der vandt Grand Slam, dvs. at hun vandt alle de fire største turneringer Australian Open, French Open, Wimbledon og US Open i single samme år. Steffi Graf var indtil 2025 den eneste, der har vundet en Grand Slam-finale uden at tabe et parti, idet hun ved French Open i 1988 besejrede Natalia Zvereva med 6-0, 6-0 i finalen. Det var således også den hurtigste Grand Slam-finale nogensinde. Rent faktisk vandt hun også en Golden Slam, da hun desuden OL i Seoul; tennis var nu officielt med på programmet, og i finalen besejrede hun argentineren Gabriela Sabatini med 6-3, 6-3. Hun stillede også op i damedouble med sin vesttyske landsmand, Claudia Kohde-Kilsch, og parret vandt bronze efter at have tabt i semifinalen til Jana Novotná og Helena Suková.
1989 blev næsten lige så stort et år for Graf, da hun vandt tre af Grand Slam-turneringerne; kun i French Open måtte hun se sig besejret i finalen. I alt vandt hun gennem sin karriere 282 kampe ved Grand Slam og tabte blot 34. Hun er den eneste spiller (mand eller kvinde), der har vundet hver af de fire Grand Slam-turneringer mindst fire gange. I 1992 deltog hun for sidste gang i OL, der fandt sted i Barcelona. Her tabte hun i finalen til amerikaneren Jennifer Capriati i tre sæt, mens hun sammen med Anke Huber tabte i anden runde i damedouble.
Hendes sidste Grand Slam-sejr kom i French Open, hvor Graf i kontroversiel finalekamp mod verdensetteren Martina Hingis sejrede med 4-6, 7-5, 6-2. I denne turnering besejrede hun undervejs verdensranglistens tre højest placerede spillere. Graf nåede finalen ved Wimbledon få uger senere, men tabte til Lindsay Davenport og valgte kort tid efter at indstille karrieren.

### Grand Slam
Grafs 22 Grand Slam-titler er kun overgået af Margaret Smith Court, der vandt 24. Grafs singletitler fordelte sig således:
- Australian Open: 1988, 1989, 1990, 1994
- French Open: 1987, 1988, 1993, 1995, 1996, 1999
- Wimbledon: 1988, 1989, 1991, 1992, 1993, 1995, 1996
- US Open: 1988, 1989, 1993, 1995, 1996

Derudover vandt hun WTA Tour Championships fem gange: 1987, 1989, 1993, 1995, 1996
Hun vandt desuden damedoublen ved Wimbledon i 1988 sammen med Gabriela Sabatini.

## Privatliv
Hun blev gift med en anden stor tennisspiller Andre Agassi den 22. oktober 2001 i Agassis fødeby Las Vegas. Parret har to børn. Graf og Agassi vandt hver sin singleturnering i French Open 1999.

## Hæder
Steffi Graf blev af WTA kåret som Årets Spiller fire år i træk hele to gange (1987-1990 og 1993-1996). Hun blev kåret som bedste kvindelige tennisspiller i 1900-tallet af et ekspertpanel i december 1999.
Hun blev kåret som årets sportsudøver i Tyskland i 1986, 1987, 1988, 1989 og 1999. Hun blev optaget i International Tennis Hall of Fame i 2004 og i Hall of Fame des deutschen Sports i 2008.